# Alain de Lespervez
Alain de Lespervez (mort à Quimper en 17 mars 1455) est un cordelier breton qui fut successivement évêque de Dol de 1437 à 1444 puis évêque de Cornouaille de 1444 à 1451 et ensuite archevêque titulaire de Césarée-en-Palestine jusqu'à sa mort.

## Biographie
Alain de Lespervez, est le 3e fils de Jean, seigneur de Lespervez ou de l'Espervez, en Plonéour, premier président de la chambre des comptes de Bretagne et conseiller des ducs et de Gueldrech de Tresséol l'un de ses ainés Henri est abbé de Quimperlé jusqu'en 1453. Destiné lui aussi à la vie religieuse, il rejoint l'Ordre des frères mineurs, connus en France sous le nom de Cordeliers, et se serait distingué dans son ordre « par ses vertus ainsi que par son érudition ». Il réside à la cour ducale de Bretagne comme confesseur de Richard d'Étampes, comte de Montfort (1421-1426) et il est recommandé pour un évêché breton comme précepteur de ce prince par l'université de Paris. Déjà assez âgé, il est nommé à l'évêché de Dol à la mort de Jean de Bruc par le pape Eugène IV, le 11 décembre 1437.
Sa famille étant alliée aux Rosmadec par l'union de sa sœur Jeanne avec Guillaume de Rosmadec, seigneur de Tyvarlen  († 1426), il est ensuite transféré à Quimper le 22 août 1444 après la résignation de Bertrand de Rosmadec. Il se démet de son siège épiscopal le 16 janvier 1451 en faveur de son neveu Jean de Lespervez, fils de Charles, seigneur de Persquen, premier président à la chambre des comptes, et de Guillemette Paynel. Il est alors nommé, selon les registres consitoriaux,  archevêque in partibus de Césarée-en-Palestine. Il meurt le 17 mars 1455, et est inhumé dans le chœur du couvent des Cordeliers de Quimper.

## Armoiries
Les armoiries de sa famille portent de sable à trois jumelles d'or.